# Carl Mayer
Carl Mayer (Graz, 20 november 1894 - Londen, 1 juli 1944) was een Oostenrijkse scenarist, vooral bekend van zijn samenwerking met F.W. Murnau.
Mayer brak door als co-scenarist van de expressionistische film Das Cabinet des Dr. Caligari (1920), geregisseerd door Robert Wiene. Later ontstond een nauwe samenwerking met de Duitse regisseur Friedrich Wilhelm Murnau waarmee hij zich specialiseerde in diens zogenaamde Kammerspielfilms. Voor Murnau schreef hij het scenario van o.a. Shloss Vogelöd (1921) Der Letzte Mann (1924) en Sunrise: a song of two humans (1927)

## Biografie

### Jeugd
Carl Mayer was de zoon van een beursmakelaar die zelfmoord pleegde toen de jonge Mayer naar de middelbare school ging. Hij verliet de school op zijn vijftiende en verhuisde naar Wenen om te werken als schrijver van theaterstukken. Mede door de gebeurtenissen tijdens de Eerste Wereldoorlog werd hij al snel een pacifist.

### Carrière
Na verloop van tijd verhuisde Mayer naar Berlijn waar hij samen met Hans Janowitz het scenario schreef voor Das Cabinet des Dr. Caligari (1920). Graag zag hij Gilda Langer, een beroemde theateractrice waar hij verliefd op was, de hoofdrol spelen in de expressionistische film. Helaas stierf Langer onverwacht aan de gevolgen van de Spaanse griep. Ze was op dat moment verloofd met de Hongaarse regisseur Paul Czinner.
Ondanks het verlies van zijn geliefde betekende de film zijn doorbraak. Hierna werkte Mayer als scenarist samen met F.W. Murnau aan zijn Duitse Kammerspielfilms. Toen Murnau een aanbod kreeg om in Hollywood films te maken, deed hij opnieuw beroep op het schrijftalent van Mayer. Hij schreef het wondermooie Sunrise: a song of two humans (1927), een stille film die enkele maanden voor de introductie van geluid in film uitkwam.

### Tweede Wereldoorlog
Omdat Mayer een pacifist en van Joodse afkomst was, vluchtte hij in 1933 voor het naziregime naar Londen. Daar werd hij adviseur van de Britse filmindustrie. 
Tijdens zijn verblijf in Londen wou Mayer een documentaire maken, maar door het heersende anti-Duitse sentiment en moeilijke economische situatie vond hij geen geschikte producer.

### Dood
In 1942 werd kanker geconstateerd bij Mayer. Vanwege de oorlogssituatie werd zijn ziekte niet met de nodige zorg behandeld en stierf hij twee jaar later in armoede en in de vergetelheid op 49-jarige leeftijd. 
Hij ligt begraven in de Highgate Cemetery in London.

## Bekende werken
- Das Cabinet des Dr. Caligari (1920)
- Der Bucklige und die Tänzerin (1920)
- Genuine (1920)
- Der Gang in die Nacht (1921)
- Shloss Vogelöd (1921)
- Danton (1921)
- Vanina oder Die Galgenhochzeit (1922)
- Der Letzte Mann (1924)
- Sunrise: a song of two humans (1927)